# Флаг Клецка
Флаг города Клецк и Клецкого района (бел. Сцяг горада Клецк і Клецкага раёна) — официальный символ города Клецк и Клецкого района Минской области Белоруссии.

## История
Флаг города Клецка и Клецкого района утвержден Указом Президента Республики Беларусь 1 декабря 2011 года № 564 и является официальным геральдическим символом. Синий цвет на флаге символизирует красоту и величие, жёлтый цвет олицетворяет богатство и власть, чёрный цвет обозначает смирение и благоразумие.

## Описание
Флаг города Клецка и Клецкого района представляет собой прямоугольное полотнище с соотношением сторон 1:2, состоящее из трех равновеликих горизонтальных полос: верхней — голубого, средней — жёлтого, нижней — чёрного цвета.

## Использование
Флаг города Клецк и Клецкого района — собственность Клецкого района, правом распоряжения которой обладает Клецкий районный исполнительный комитет.
Флаг города Клецк и Клецкого района может размещаться в тех местах города Клецк и Клецкого района, где в соответствии с законодательством предусматривается размещение изображения Государственного флага Республики Беларусь. При одновременном размещении Государственного флага Республики Беларусь, флага города Клецка и района и других гербов их расположение определяется в соответствии с Законом Республики Беларусь от 5 июля 2004 года «О государственных символах Республики Беларусь» (Национальный реестр правовых актов Республики Беларусь, 2004 г., № 111, 2/1050).